# Nina Pigulewska
Nina Wiktorowna Pigulewska (ur. 13 stycznia 1894 w Petersburgu, zm. 17 lutego 1970 tamże) – rosyjska historyk, bizantynolog, mediewista.

## Życiorys
Nina Pigulewska z domu Stebnicka była wnuczką polskiego kartografa i rosyjskiego generała Hieronima Stebnickiego. 
Była absolwentką Uniwersytetu Petersburskiego w zakresie historii i filologii rosyjskiej. Zajmowała się Bizancjum, Persją i badaniami nad rolą w kulturze i historii Syryjczyków w starożytności i średniowieczu. Na przełomie lat 20. i 30. została skazana na 5 lat łagrów. Od 1938 pracowała w Instytucie Orientalistycznym Akademii Nauk ZSRR. Od 1946 członek korespondent Akademii Nauk ZSRR.

## Wybrane publikacje
- Византия и Иран на рубеже VI и VII веков, 1946.
- Византия на путях в Индию, 1951.
- Культура сирийцев в Средние века, 1979.

## Przekład na język polski
- Kultura Syryjska we wczesnym średniowieczu, przeł. Czesław Mazur, red. i oprac. nauk. Tadeusz Gołgowski, Warszawa: "Pax" 1989.